# 1897 Hind
1897 Hind је астероид главног астероидног појаса са средњом удаљеношћу од Сунца која износи 2,282 астрономских јединица (АЈ).
Апсолутна магнитуда астероида је 13,4.